# Last Goodbye
Last Goodbye är det femte studioalbumet av den svenska pop/dancegruppen Da Buzz, utgivet i mars 2006 på Bonnier Music. Albumet nådde som bäst plats 18 i Sverige. Titelspåret släpptes som första singeln den 22 februari samma år och blev gruppens andra listetta på den svenska singellistan.
Skivomslaget är fotograferat av Bingo Rimér.

## Låtlista
| Nr  | Titel                      | Kompositör  | Producent | Längd |
| --- | -------------------------- | ----------- | --------- | ----- |
| 1.  | Last Goodbye               | Per Lidén   |           | 3:16  |
| 2.  | World for 2                | Lidén       |           | 3:35  |
| 3.  | Soon My Heart              | Lidén       |           | 3:19  |
| 4.  | Give Me Your Hand          | Pier Schmid |           | 3:30  |
| 5.  | Tell Me No Lies            | Schmid      |           | 3:43  |
| 6.  | Without Breaking           | Lidén       |           | 3:36  |
| 7.  | Life Is Good               | Lidén       |           | 3:10  |
| 8.  | Together We Got the Power  | Schmid      |           | 3:08  |
| 9.  | The Echo                   | Schmid      |           | 3:44  |
| 10. | Live My Life with You      | Schmid      |           | 3:24  |
| 11. | Here I Am                  | Lidén       |           | 4:25  |
| 12. | Last Goodbye (Cabrera Rmx) | Lidén       |           | 6:29  |

| 13. | Dreams                                 | 4:28 |
| 14. | Dreams (Pop Trance Remix)              | 4:23 |
| 15. | Last Goodbye (Overhead Champion Remix) | 6:05 |

## Listplaceringar
| Lista (2006)                | Högsta position |
| --------------------------- | --------------- |
| Sverige (Sverigetopplistan) | 18              |